# География Монако
43°44′ с. ш. 7°24′ в. д.
Монако расположено на юге Европы на побережье Средиземного моря близ французского Лазурного Берега в 20 км к северо-востоку от Ниццы. На суше княжество граничит с Францией, департамент Приморские Альпы (Alpes-Maritimes).
Площадь страны составляет 1,974 км²[уточнить] (что в три раза меньше парка Сокольники в Москве). Длина береговой линии — 4,1 км, протяжённость сухопутных границ — 4,4 км. За последние 20 лет территория страны увеличилась почти на 40 га за счёт осушения морских территорий.
Самая высокая точка Монако (163 м над уровнем моря) находится на южном склоне горы Монт-Ажель, вершина которой (1148 м) находится на территории Франции.
В Монако нет полезных ископаемых.

## Климат
Климат средиземноморский с умеренно тёплой зимой и сухим, тёплым и солнечным летом. Средняя температура января, февраля — +8 °C (47 °F); в июле, августе — +26 °C (78 °F).
Среднегодовая температура составляет 16,3 °C. Количество солнечных дней в году достигает 300.

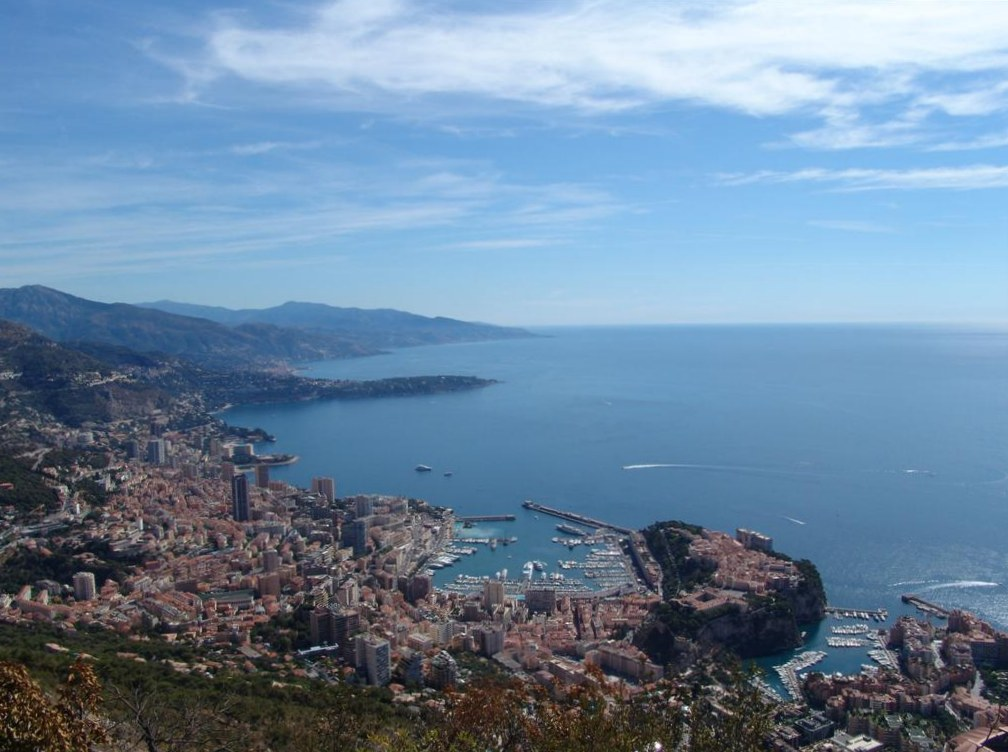
Княжество Монако